# Craverialk
Der Craverialk (Synthliboramphus craveri) ist eine monotypische Art aus der Familie der Alkenvögel. Es handelt sich um einen kleinen und bislang wenig erforschten Alkenvogel, der wie der Lummenalk ganzjährig ein schwarz-weißes Gefieder trägt. Er kommt ausschließlich an den Küsten des Nordpazifiks vor.
Die IUCN stuft den Craverialk auf Grund des kleinen Verbreitungsgebietes und der kleinen Bestandszahl als gefährdet (vulnerable) ein.

## Erscheinungsbild
Der Craverialk erreicht eine Körperlänge von 25 Zentimetern und wiegt etwa 152 Gramm. Adulte Craverialken haben ganzjährig einen schwarzbraunen Hals und Nacken sowie einen ebensolchen Kopf. Im Gesicht erstreckt sich die schwarzbraune Färbung bis zur Schnabelbasis. Rumpf und Schwanz sind gleichfalls schwarzbraun. Das untere Kinn, die Kehle, die Brust und die Unterschwanzdecken sind dagegen strahlend weiß. Der Schnabel ist lang, schlank und läuft am Ende spitz zu. Die Schnabelfarbe ist schwarz. Die Iris ist dunkelbraun. Die Füße und Beine sind hellblau mit dunkleren Schwimmhäuten.
Die Flügel sind spitz zulaufend und der Körperbau ist schlank. Typisch für Craverialken ist ein schneller Flug dicht über der Wasseroberfläche. An Land bewegt sich der Craverialk auf Grund seiner weit hinten am Körper befindlichen Beine nur ungeschickt. Er ist nicht in der Lage, aufrecht auf seinen Füßen zu stehen, sondern hockt in der Regel auf den Läufen.
Jungvögel haben im Unterschied zu adulten Craverialken kürzere Flügel und einen kürzeren Schnabel. Das Gefieder wirkt tiefer schwarz; ihm fehlt noch der Glanz, der für das Gefieder der adulten Vögel typisch ist.

## Verbreitungsgebiet

Verbreitungsgebiet des Craverialks:
Ganzjähriges Vorkommen
Brutvorkommen
Vorkommen außerhalb der Brutzeit

Die einzigen nachgewiesenen Brutstandorte finden sich an der Küste des Golfs von Kalifornien, einem 160.000 km² großen Nebenmeer des Pazifiks zwischen Mexiko und der Halbinsel Niederkalifornien. Weitere Brutkolonien befinden sich möglicherweise an der Pazifikküste Niederkaliforniens. Außerhalb der Brutzeit hält sich der Craverialk im subtropischen Gewässern vor der Westküste Mexikos und dem Süden des US-amerikanischen Bundesstaates Kalifornien auf. Er kommt dann bis zur Küste vor Monterey vor, wo er regelmäßig im Zeitraum von Mitte Juli bis Mitte Oktober beobachtet werden kann. Im November kehren die Vögel in ihre Brutareale zurück.

## Lebensweise
Craverialken fressen bevorzugt Fische mit einer Körperlänge von vier bis sieben Zentimetern. Ihre bevorzugte Nahrung sind Jungfische der Gattung Sebastes, Heringe und Benthosema panamense.
Die Brutkolonien finden sich bevorzugt auf Inseln mit einer nur spärlichen Wüstenvegetation und wenig Niederschlägen. Einige der Inseln weisen einen hohen Bestand an Schlangen auf. Säugetiere fehlen jedoch auf diesen Inseln. Die Nester werden in Spalten und Löchern der felsigen Küste errichtet. Die Eiablage erfolgt in den Monaten Februar und März. Das Gelege besteht in der Regel aus zwei Eiern. Gelege, die drei Eier aufweisen, gehen vermutlich auf eine gemeinsame Nutzung eines Nestes durch zwei weibliche Vögel zurück. Die Eier haben eine elliptische bis ovale Form und sind von grünlich-brauner Farbe. Sie weisen ein Fleckenmuster auf, allerdings ist dieses nicht so ausgeprägt wie beim Lummenalk. Über die Brutzeit ist nichts bekannt, vermutlich beträgt sie aber ähnlich wie beim Lummenalk 31 Tage. Die Jungvögel schlüpfen im März und April. Sie verlassen wie beim Lummenalk bereits mit ein oder zwei Lebenstagen die Nisthöhle und werden auf hoher See von ihren Elternvögeln großgezogen. Der Brutbeginn ist innerhalb einer Kolonie nur wenig synchronisiert.

## Bestand
Der Bestand im Golf von Kalifornien wird auf 5.000 Paare geschätzt. Zusammen mit den nichtbrütenden Vögeln wird der Gesamtbestand auf 15.000 bis 20.000 Individuen geschätzt.

## Belege

### Einzelbelege
1. 1 2 3  Factsheet auf BirdLife International
2. ↑  Gaston et al., S. 211
3. ↑  Alderfer, S. 288
4. ↑  Gaston et al., S. 211
5. ↑  Gaston et al., S. 212

### Weblink
- Synthliboramphus craveri in der Roten Liste gefährdeter Arten der IUCN 2013.2. Eingestellt von: BirdLife International, 2012. Abgerufen am 14. Januar 2014.